# Challenger de Bolivia 2024
El Challenger Bolivia 2024 fue un torneo de tenis perteneció ente al ATP Challenger Tour 2024 en la categoría Challenger 75. Se trató de la 4ª edición; el torneo tuvo lugar en la ciudad de Santa Cruz de la Sierra (Bolivia), desde el 4 hasta el 10 de marzo de 2024 sobre pista de tierra batida al aire libre.

## Jugadores participantes del cuadro de individuales
| Favorito | País                 | Jugador                 | Rank1 | Posición en el torneo |
| -------- | -------------------- | ----------------------- | ----- | --------------------- |
| 1        | Bandera de Brasil    | Thiago Monteiro         | 102   | Semifinales           |
| 2        | Bandera de Argentina | Francisco Comesaña      | 114   | Segunda ronda, retiro |
| 3        | Bandera de Argentina | Camilo Ugo Carabelli    | 127   | CAMPEÓN               |
| 4        | Bandera de Bolivia   | Hugo Dellien            | 157   | Primera ronda         |
| 5        | Bandera de Argentina | Román Andrés Burruchaga | 159   | Cuartos de final      |
| 6        | Bandera de Argentina | Juan Manuel Cerúndolo   | 161   | Cuartos de final      |
| 7        | Bandera de Argentina | Genaro Alberto Olivieri | 174   | Segunda ronda         |
| 8        | Bandera de Italia    | Marco Cecchinato        | 198   | Primera ronda         |

- 1 Se ha tomado en cuenta el ranking del 26 de febrero de 2024.

### Otros participantes
Los siguientes jugadores recibieron una invitación (wild card), por lo tanto ingresan directamente al cuadro principal (WC):
- Juan Carlos Prado
- Thiago Monteiro
- Daniel Vallejo

Los siguientes jugadores ingresan al cuadro principal tras disputar el cuadro clasificatorio (Q):
- Valerio Aboian
- Gabi Adrian Boitan
- Guido Iván Justo
- Mariano Kestelboim
- Juan Bautista Torres
- Gonzalo Villanueva

## Campeones

### Individual Masculino
- Camilo Ugo Carabelli derrotó en la final a  Murkel Dellien por 6–4, 6–2

### Dobles Masculino
- Andrea Collarini /  Renzo Olivo derrotaron en la final a   Hugo Dellien /  Murkel Dellien por 6–4, 6–1